# Amphichthys cryptocentrus
Amphichthys cryptocentrus is een straalvinnige vis uit de familie van kikvorsvissen (Batrachoididae), orde Batrachoidiformes, die voorkomt in het westen en het zuidwesten van de Atlantische Oceaan. De wetenschappelijke naam van de soort is voor het eerst geldig gepubliceerd in 1837 door Valenciennes als Batrachus cryptocentrus.

## Beschrijving
Amphichthys cryptocentrus kan maximaal 40 centimeter lang en 1200 gram zwaar worden. De vis heeft twee rugvinnen en één aarsvin. Er zijn 3 stekels en 29 vinstralen in de rugvin en 23 tot 25 vinstralen in de aarsvin.

## Leefwijze
Amphichthys cryptocentrus is een zoutwatervis die voorkomt in tropische wateren op een diepte van maximaal 70 meter.

## Relatie tot de mens
Amphichthys cryptocentrus is voor de visserij van beperkt commercieel belang. De soort staat op de Rode Lijst van de IUCN als niet bedreigd.